# One Day It Will Please Us to Remember Even This
One Day It Will Please Us to Remember Even This – trzeci album studyjny zespołu New York Dolls, wydany 25 lipca 2006 roku przez wytwórnię Roadrunner Records.

## Lista utworów
| 1.  | We're All in Love" (David Johansen/Sami Yaffa)                                  | 4:38  |
|     |                                                                                 |       |
| 2.  | Runnin' Around" (David Johansen/Sylvain Sylvain)                                | 4:11  |
|     |                                                                                 |       |
| 3.  | Plenty of Music" (David Johansen/Sylvain Sylvain)                               | 4:00  |
|     |                                                                                 |       |
| 4.  | Dance Like a Monkey" (David Johansen/Sylvain Sylvain)                           | 3:38  |
|     |                                                                                 |       |
| 5.  | Punishing World" (David Johansen/Steve Conte)                                   | 2:37  |
|     |                                                                                 |       |
| 6.  | Maimed Happiness" (David Johansen/Sylvain Sylvain)                              | 3:01  |
|     |                                                                                 |       |
| 7.  | Fishnets and Cigarettes" (David Johansen/Sylvain Sylvain)                       | 3:13  |
|     |                                                                                 |       |
| 8.  | Gotta Get Away from Tommy" (Johansen/Conte)                                     | 2:27  |
|     |                                                                                 |       |
| 9.  | Dancing on the Lip of a Volcano" (David Johansen/Sylvain Sylvain)               | 4:18  |
|     |                                                                                 |       |
| 10. | I Ain't Got Nothing" (David Johansen/Brian Koonin)                              | 4:27  |
|     |                                                                                 |       |
| 11. | Rainbow Store" (David Johansen/Steve Conte)                                     | 2:57  |
|     |                                                                                 |       |
| 12. | Gimme Luv and Turn on the Light" (David Johansen/Sylvain Sylvain)               | 3:18  |
|     |                                                                                 |       |
| 13. | Take a Good Look at My Good Looks" (David Johansen/Sylvain Sylvain/Steve Conte) | 5:00  |
|     |                                                                                 |       |
|     |                                                                                 | 47:45 |
|     |                                                                                 |       |
Bonusy:
14. Beauty School" (Japanese bonus track)
15. Seventeen" (bonus track)

## Skład
- David Johansen – wokal, harmonijka ustna
- Sylvain Sylvain – gitara
- Steve Conte – gitara
- Sami Yaffa – gitara basowa
- Brian Delaney – perkusja
- Brian Koonin – pianino

Gościnnie:
- Bo Diddley – gitara w "Seventeen"
- Colin Douglas – instr. perkusyjne, konga w "Dance Like a Monkey"
- Andy Snitzer – saksofon w "Maimed Happiness"
- Iggy Pop – dalszy wokal w "Gimme Luv and Turn on the Light"
- Michael Stipe – dalszy wokal "Dancing on the Lip of a Volcano"
- Tom Gabel – dalszy woklal "Punishing World"